# Hubert Beaumont
Pour les articles homonymes, voir Beaumont.
Hubert Beaumont (1883 – 2 décembre 1948) est un fonctionnaire et homme politique coopératif qui devient député travailliste et vice-président de la Chambre des communes.

## Vie professionnelle
Beaumont est né à Birmingham et étudie à la Saltley College School. Il commence à travailler dans les coopératives et, grâce à leur parrainage, il va au Ruskin College de l'Université d'Oxford et au Central Labor College. Durant la Première Guerre mondiale, il devient capitaine dans l'armée. Il travaille ensuite pour l'Union de la Société des Nations et produit pour elle deux films éducatifs.

## Carrière politique
De 1914 à 1925, Beaumont est membre du conseil du comté de Derbyshire. Il commence à se présenter pour des sièges parlementaires à Aldershot lors des élections générales de 1924 et à Harrow lors des élections générales de 1929. Lors des élections générales de 1931, il est choisi pour le siège travailliste de Peckham, où le député en exercice John Beckett a quitté le Parti travailliste. Cependant, avec un vote partagé entre trois candidats « travaillistes » en compétition, Beaumont arrive quatrième avec seulement 1 350 voix.
Beaumont est élu au conseil du district urbain de Yiewsley et West Drayton en 1934. En mars 1939, il est élu député de Batley et Morley lors d'une élection partielle, succédant à Willie Brooke.

## Parlement
Bien qu'il soit resté député d'arrière-ban, ses connaissances en agriculture acquises en travaillant pour la coopérative valent à Beaumont une nomination à la Commission Luxmoore sur l'enseignement agricole en 1943. Il est avec Tom Williams (ministre travailliste de l'Agriculture dans le gouvernement de coalition) en tant que secrétaire privé parlementaire à partir de 1940.
Après sa réélection aux élections générales de 1945, Beaumont est nommé vice-président des Voies et Moyens (le deuxième vice-président). Alors qu'il préside un débat à la Chambre le 21 septembre 1948, Beaumont tombe gravement malade et est contraint de démissionner de son poste de vice-président et est décédé dans un hôpital de Londres un peu plus de deux mois plus tard.